# Ernst Beutler
Ernst Beutler (12 de abril de 1885 - 8 de noviembre de 1960) fue un historiador literario alemán e investigador de Goethe que se desempeñó como director de la sociedad literaria Freies Deutsches Hochstift entre 1925 y 1960.

## Biografía
Ernst Beutler nació en Reichenbach im Vogtland, una ciudad de Sajonia,hijo de Karl Hugo, un comerciante, y Anna Wenck. Beutler asistió al gymnasium en Altenberg, Sajonia antes de estudiar filología clásica, alemán e historia en las universidades de Leipzig y Tubinga de 1904 a 1911. Durante sus estudios en Leipzig fue miembro de la Verein Deutscher Studenten (Asociación de Estudiantes Alemanes). Después de su disertación ("Sobre el epigrama griego en el siglo XVIII", 1909), aprobó el examen estatal para el servicio escolar en 1911. Beutler se mudó a Hamburgo, donde trabajó en la Biblioteca Estatal y Universitaria (SUB), en el departamento de manuscritos. Se casó el 22 de julio de 1918 con Hildegard Cordes (1895-1971).
Beutler recibió su doctorado en Hamburgo en febrero de 1925 con una disertación sobre la comedia humanística temprana.
En 1925, después de 13 años de trabajo en la biblioteca, Beutler fue nombrado director de la Freies Deutsches Hochstift, sucediendo a Otto Heuer. Beutler comenzó a dar clases en la Universidad Goethe de Fráncfort en 1927. En la Hochstift, Beutler introdujo nuevas series de publicaciones y reformó el programa de eventos. Filósofos como Karl Jaspers y Martin Heidegger y escritores como Else Lasker-Schüler y Robert Musil fueron invitados por Beutler a dar charlas en la Hochstift..Beutler también inició una campaña de recaudación de fondos, encabezada por Paul von Hindenburg, para financiar un nuevo museo, que se inauguró en 1932.
Los nazis intentaron destituir a Beutler de su puesto de director debido a sus inclinaciones liberales y porque su esposa era mitad judía. Fue destituido como profesor de la Universidad Goethe en 1937. Entre 1939 y 1943, Beutler trasladó las colecciones de la Hochstift a 12 lugares diferentes en los alrededores de Frankfurt, para evitar su destrucción durante la guerra.
La casa y el museo de Goethe fueron destruidos durante los ataques aéreos de los Aliados sobre Frankfurt en 1944. Tras la conclusión de la Segunda Guerra Mundial, hubo mucho debate sobre qué debería pasar con la casa. Algunos pensaban que debía conservarse en ruinas, mientras que otros consideraban que era innecesario reconstruirlo cuando la gente todavía vivía en condiciones insatisfactorias. Ernst Beutler, sin embargo, presionó para que la casa se reconstruyera completamente tal y como estaba; le ayudó el hecho de que todos los muebles de la casa habían sobrevivido. El plan de Beutler fue aceptado por el ayuntamiento de la ciudad y la reconstrucción comenzó en 1947.
Entre 1948 y 1960, Beutler publicó la "Edición Conmemorativa" de Goethe con la editorial Artemis-Verlag. En la década de 1950, intentó ampliar la colección de manuscritos de la Freies Deutsches Hochstift comprando manuscritos de Clemens Brentano y Novalis.
Beutler fue uno de los cuatro fundadores del Premio Goethe, un premio otorgado por la ciudad de Fráncfort. 

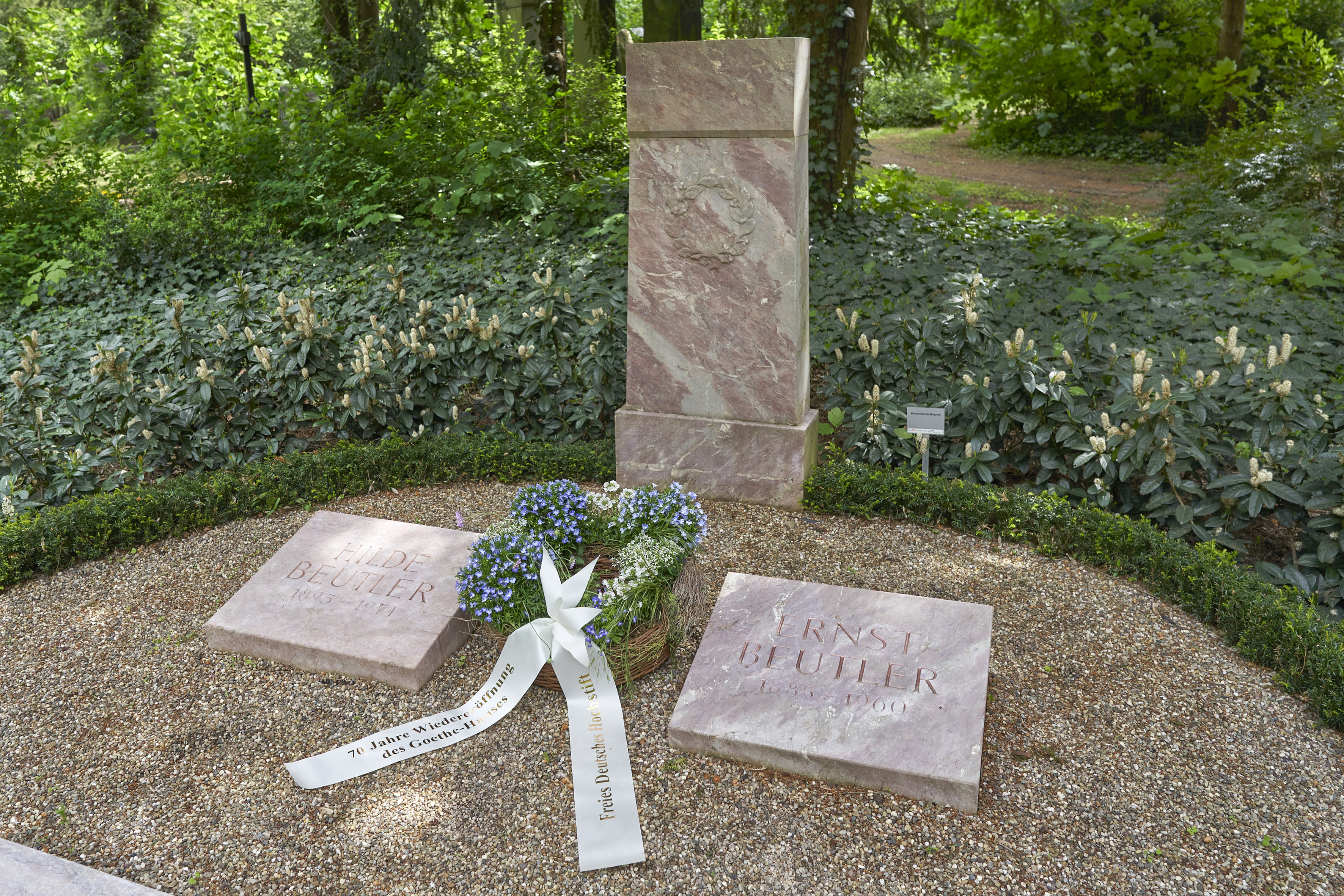
La tumba de Beutler en el cementerio principal de Frankfurt.

En 1946, Beutler fue nombrado profesor honorario de la Universidad de Fráncfort. Publicó numerosas obras, entre ellas su edición Goethe en 24 volúmenes entre 1948 y 1954. Beutler recibió el Premio Goethe en 1960 por sus contribuciones al "espíritu Goetheano" y sus esfuerzos por reconstruir la Casa de Goethe.  Beutler fue el único erudito literario que recibió el Premio Goethe. Murió el 8 de noviembre del mismo año, a la edad de 75 años. Beutler está sepultado en el cementerio principal (Hauptfriedhof) de Fráncfort.

## Obras selectas
- Goethe, Faust und Urfaust. Erläutert von Ernst Beutler ("Goethe, Fausto y Urfaust. Explicado por Ernst Beutler"). Leipzig, 1939.
- Essays um Goethe ("Ensayos sobre Goethe"). Fráncfort del Meno, 1941.
- Der König in Thule und die Dichtungen von der Lorelay. Ein Essay ("El rey en Thule y los poemas de Lorelay. Un ensayo"). Zúrich, 1947.
- Wiederholte Spiegelungen. Drei Essays über Goethe ("Reflexiones repetidas. Tres ensayos sobre Goethe"). Gotinga, 1957.